# Râul Tinoasa, Râul Câinelui
Râul Tinoasa este un curs de apă, afluent al Râului Câinelui. 